# BWF Future Series 2017
Die BWF Future Series 2017 war die elfte Auflage der BWF Future Series im Badminton.

## Turniere und Sieger
| Veranstaltung | Herreneinzel              | Dameneinzel           | Herrendoppel                                       | Damendoppel                                   | Mixed                                         |
| ------------- | ------------------------- | --------------------- | -------------------------------------------------- | --------------------------------------------- | --------------------------------------------- |
| Kroatien      | Kasper Lehikoinen         | Anne Hald             | Zvonimir Đurkinjak Zvonimir Hölbling               | Kristin Kuuba Helina Rüütel                   | Matthew Clare Victoria Williams               |
| Griechenland  | Kim Bruun                 | Aliye Demirbağ        | Daniel Nikolov Ivan Rusev                          | Ekaterina Kut Daria Serebriakova              | Osman Uyhan Aliye Demirbağ                    |
| Tschechien    | Kento Momota              | Neslihan Yiğit        | Miłosz Bochat Adam Cwalina                         | Erina Honda Nozomi Shimizu                    | Mathias Bay-Smidt Alexandra Bøje              |
| Rumänien      | Luís Enrique Peñalver     | Clara Azurmendi       | Andraž Krapež Samatcha Tovannakasem                | Hwang Yu-mi Kang Chan-hee                     | Lukas Resch Miranda Wilson                    |
| Lettland      | Kai Schäfer               | Qi Xuefei             | Kristjan Kaljurand Raul Kasner                     | Olga Arkhangelskaya Natalia Rogova            | Fabien Delrue Juliette Moinard                |
| Litauen       | Kai Schäfer               | Anne Hald             | Elias Bracke Léo Rossi                             | Kristin Kuuba Helina Rüütel                   | Ciaran Chambers Sinead Chambers               |
| Guatemala     | Karan Rajan Rajarajan     | Nikte Sotomayor       | Jonathan Solís Rodolfo Ramírez                     | Diana Corleto Soto Mariana Isabel Paiz Quan   | Jonathan Solís Nikte Sotomayor                |
| Ivory Coast   | Anuoluwapo Juwon Opeyori  | Ritika Thaker         | Bahaedeen Ahmad Alshannik Mohd Naser Mansour Nayef | Simran Singhi Ritika Thaker                   | Joseph Abah Eneojo Peace Orji                 |
| Benin         | Sahil Sipani              | Dorcas Ajoke Adesokan | Joseph Abah Eneojo Ibrahim Adamu                   | Dorcas Ajoke Adesokan Tosin Damilola Atolagbe | Joseph Abah Eneojo Peace Orji                 |
| Kamerun       | Bahaedeen Ahmad Alshannik | Hana Hesham Mohamed   | Bahaedeen Ahmad Alshannik Mohd Naser Mansour Nayef | Laeticia Guefack Ghomsi Louise Lisane Mbas    | Antoine Eddy Owona Ndimako Louise Lisane Mbas |
| Slowakei      | Andraž Krapež             | Laura Sárosi          | Ivan Druzchenko Vladislav Druzchenko               | Alžběta Bášová Michaela Fuchsová              | Paweł Śmiłowski Magdalena Świerczyńska        |
| Bulgarien     | R. M. V. Gurusaidutt      | Mariya Mitsova        | Arun George Sanyam Shukla                          | Lise Jaques Flore Vandenhoucke                | Dominik Stipsits Antonia Meinke               |
| Chile         | nicht ausgetragen         | nicht ausgetragen     | nicht ausgetragen                                  | nicht ausgetragen                             | nicht ausgetragen                             |
| Israel        | Miha Ivanič               | Anastasiia Semenova   | Alexander Bass Shai Geffen                         | Ksenia Evgenova Anastasiia Semenova           | Yonathan Levit Yulia Vasilyeva                |
| Wales         | Nhat Nguyen               | Tanvi Lad             | Oliver Baczala Michael Roe                         | Lise Jaques Flore Vandenhoucke                | Michael Roe Jessica Hopton                    |